# Mörttjärnen (Järna socken, Dalarna, 670978-142186)
Mörttjärnen är en sjö i Vansbro kommun i Dalarna och ingår i Dalälvens huvudavrinningsområde. Sjön har en area på 0,117 kvadratkilometer och ligger 238,2 meter över havet.

## Delavrinningsområde
Mörttjärnen ingår i det delavrinningsområde (670954-142251) som SMHI kallar för Inloppet i Stor-Nåsen. Medelhöjden är 239 meter över havet och ytan är 6,06 kvadratkilometer. Det finns ett avrinningsområde uppströms, och räknas det in blir den ackumulerade arean 18,28 kvadratkilometer. Mellansjöån som avvattnar avrinningsområdet har biflödesordning 3, vilket innebär att vattnet flödar genom totalt 3 vattendrag innan det når havet efter 296 kilometer. Avrinningsområdet består mestadels av skog (38 procent) och sankmarker (53 procent). Avrinningsområdet har 0,4 kvadratkilometer vattenytor vilket ger det en sjöprocent på 6,6 procent.